# Gaspar Lefebvre
Dom Gaspar Lefebvre, nascido Pierre Gaspard Joseph Lefebvre (Lille, 17 de junho de 1880 – Loppem, 16 de abril de 1966) foi um monge beneditino e liturgista belga. 

## Biografia
Nascido em 1880, ingressou na Congregação da Anunciação da Virgem Maria, uma união de abadias e casas beneditinas autônomas, formadas em 1920, no seio da Confederação beneditina. Em 1906, partiu para o Brasil, com seu mestre Dom Gérard van Caloen, com o empenho de restaurar no país a Ordem beneditina. Retornando à Bélgica, permaneceu primeiramente na Abadia de Maredsous, passando depois à Abadia de santo André, em Bruges, da qual foi prior. Foi um dos grandes expoentes do Movimento Litúrgico.

## Obra principal
- Seu Missal Romano Quotidiano” (Missel Vespéral Romain'), ilustrado por René de Cramer[3] é consideradocomo um dos livros mais importantes da vida da Igreja, na primeira metade do século XX, por seu enorme sucesso de venda (Predefinição:Nombre de la première édition de 1920 à celle de 1923), que muito vem durando (mais de oitenta edições) e de repercussão internacional (em inglês desde 1924, em espanhol desde 1930, em polonês desde 1931, em italiano desde 1936, em português desde 1939).

Ele também escreveu em colaboração:
- "Para nossas mães" em 1938, com o Cônego Paul Lieutier (1885- v.1958), Roger Beaussart, Pierre Rivière, com prefácio de Jean Verdier.